# Philippe Édouard Cauderlier
Philippe Édouard Cauderlier (17 avril 1812 à Anvers - 29 octobre 1887) est un auteur gastronomique belge. 

## Biographie
Après une enfance et une adolescence passées à Bruxelles, il travaille à bord d'un navire marchand, le Bolivar. 
En 1842, il s'établit à Gand, ville industrielle flamande, avec sa femme Joanna Hoste qui lui donne cinq enfants (dont deux meurent en bas âge), et ouvre un commerce de comestibles, « Au pâté roulant », où il propose des assortiments de pâtés, des volailles fines, des gelées, etc. et dont il fait la promotion avec une très belle carte porcelaine. Il opère dans l'alimentation, se qualifiant lui-même de « traiteur », « charcutier », « cuisinier », « restaurateur », « organisateur de banquets et marchands de gibier ». 
Ayant fait fortune dans ces diverses activités, il cède son commerce en 1859 et se lance dans l'écriture gastronomique. 
Il publie, en 1861, son premier livre L'Économie Culinaire qui atteint un tirage record pour l'époque de 60 000 exemplaires et trouve des lecteurs tant en Belgique qu'en France, au Royaume-Uni, aux Pays-Bas, en Italie, Russie, Pologne, Syrie, Égypte, Espagne, aux États-Unis et en Argentine. L'ouvrage est très vite traduit en néerlandais sous le titre Het Spaarzame Keukenboek. 
Il publie dès lors des ouvrages destinés aux spécialistes aussi bien qu'au grand public (classe moyenne et bourgeoisie). Quand son dernier livre parait – La Santé, une sorte d'essai –, il a 70 ans. 
À deux reprises, Philippe Édouard Cauderlier s'est installé à Bruxelles, mais il meurt à Gand en 1887 ; son éditeur (A. Hoste, oncle de Madame Cauderlier) publie plusieurs éditions posthumes. 
La popularité de l'auteur se maintient jusqu'aux années 1920.

## Œuvres
- L'économie culinaire ; Cauderlier, ancien traiteur à Gand; Gand : De Busscher frères, 1861. (OCLC 19355426)
- Teofilo Barla: à propos de sa vie et de ses recettes ; Gand, Imprimerie C. Annoot-Braeckman, 1866.
- Le livre de la grosse et de la fine charcuterie belge, française, italienne, allemande et suisse ; de Cauderlier, ancien traiteur à Gand ; Gand, Libr. générale de Ad. Hoste, 1877. (OCLC 18744626)
- Keukenboek ; Philippe Cauderlier ; Gent : Hoste, 1884. (OCLC 66300774)
- La cuisinière ; Cauderlier, ancien traiteur à Gand ; Gand, A. Hoste. (OCLC 46591035)
- La pâtisserie et les confitures ; Cauderlier, ancien traiteur à Gand ; Gand, Ad. Hoste. (OCLC 15478227)
- Les 52 menus du gourmet.
- La Santé, 1882.

## Expositions consacrées à Cauderlier
- Louvain - L'Âge de Cauderlier - du 17 avril au 20 juin 2004 - Organisateurs : le Centrum Agrarische Geschiedenis (CAG), la Ville de Louvain, le Vlaams Centrum voor Agromarketing et la Province de Vlaams-Brabant. Le livre België kookt - De Eeuw van Cauderlier - 1830-1930 constituait le catalogue de l'exposition.
- Hermalle-sous-Huy – Cauderlier et la cuisine du XIXe siècle - du 11 septembre au 31 octobre 2004 – Organisateur : Bibliothèque et musée de la Gourmandise. Pas de catalogue.
- Gand - Aan tafel! Philippe Cauderlier, een meesterkok uit Gent - du 18 juin 2005 au 9 janvier 2006 - Organisateurs : le Museum voor Industriële Archeologie en Textiel (MIAT) et le CAG. Un catalogue a été édité par le MIAT.